# Brunswick (Tyne and Wear)
Brunswick – parafia cywilna w Anglii, w hrabstwie ceremonialnym Tyne and Wear, w dystrykcie metropolitalnym Newcastle upon Tyne. Leży 9 km na północ od centrum Newcastle i 406 km na północ od Londynu. W 2011 roku Brunswick liczył 1029 mieszkańców.